# Камищенко Дмитро Юхимович
Дмитро Юхимович Камищенко (нар. 1905 — 1964, місто Москва) — український радянський агроном, доктор сільськогосподарських наук, професор, послідовник Трохима Лисенка. Член ЦК КП(б)У в червні 1938 — травні 1940 р. Депутат Верховної Ради СРСР 1-го скликання.

## Біографія
Народився в багатодітній робітничій родині, батько працював ковалем. Родина проживала в селі Архангельському Херсонської губернії. До 1919 року Дмитро Камищенко навчався в початковій народній школі. У 1919—1923 роках — підмайстер у слюсарній майстерні.
З 1923 по 1925 рік навчався в Херсонській сільськогосподарській школі. У 1924 році вступив до комсомолу.
У 1925—1929 роках — студент Київського сільськогосподарського інституту, агроном.
У 1929—1930 роках — агроном-механізатор Червоного цукрового комбінату. Став конструктором машини для копання цукрових буряків.
З осені 1930 до 1932 року навчався в аспірантурі Київського науково-дослідного інституту сільськогосподарського машинобудування.
Член ВКП(б) з 1932 року.
У травні 1932 — червні 1934 року — помічник уповноваженого, уповноважений сільськогосподарського відділу Київського обласного відділу ОДПУ УСРР.
З 1934 року — в Київському науково-дослідному інституті сільськогосподарського машинобудування та Інституті цукрової промисловості.
У 1935—1936 роках — контролер сільськогосподарського відділу уповноваженого Комісії партійного контролю при ЦК ВКП(б) по Київській області; завідувач сільськогосподарської групи уповноваженого Комісії радянського контролю при РНК СРСР по Київській області.
У березні 1936 року виїхав для контролю за весняною сівбою до Корсунського району Київської області, де залишився до осені 1936 року та сконструював нову сіялку.
З серпня по грудень 1936 року — керівник республіканської наукової лабораторії нових методів посіву в місті Києві. У грудні 1936 — жовтні 1937 року — директор науково-дослідної станції нових методів посіву в місті Києві. У жовтні 1937—1941 роках — директор Всесоюзного науково-дослідного інституту нових (наукових) методів посіву в місті Києві; директор Київського науково-дослідного інституту рослинництва.
Отримав визнання завдяки удосконаленням сіялки (СКТ-52) та розробки нових способів засіву. Автор книги «Основи наукових методів посіву і реконструкції посівних машин» (1938). Вірний послідовник та друг академіка Трохима Лисенка.
Потім — помічник президента Всесоюзної академії сільськогосподарських наук (ВАСГНІЛ) Трохима Лисенка. Працював у Всесоюзному науково-дослідному інституті електрифікації сільського господарства.
Помер у 1964 році в Москві. Похований на П'ятницькому цвинтарі.

## Нагороди
- орден Трудового Червоного Прапора (5.10.1937)
- ордени